# Munitionsbehälter

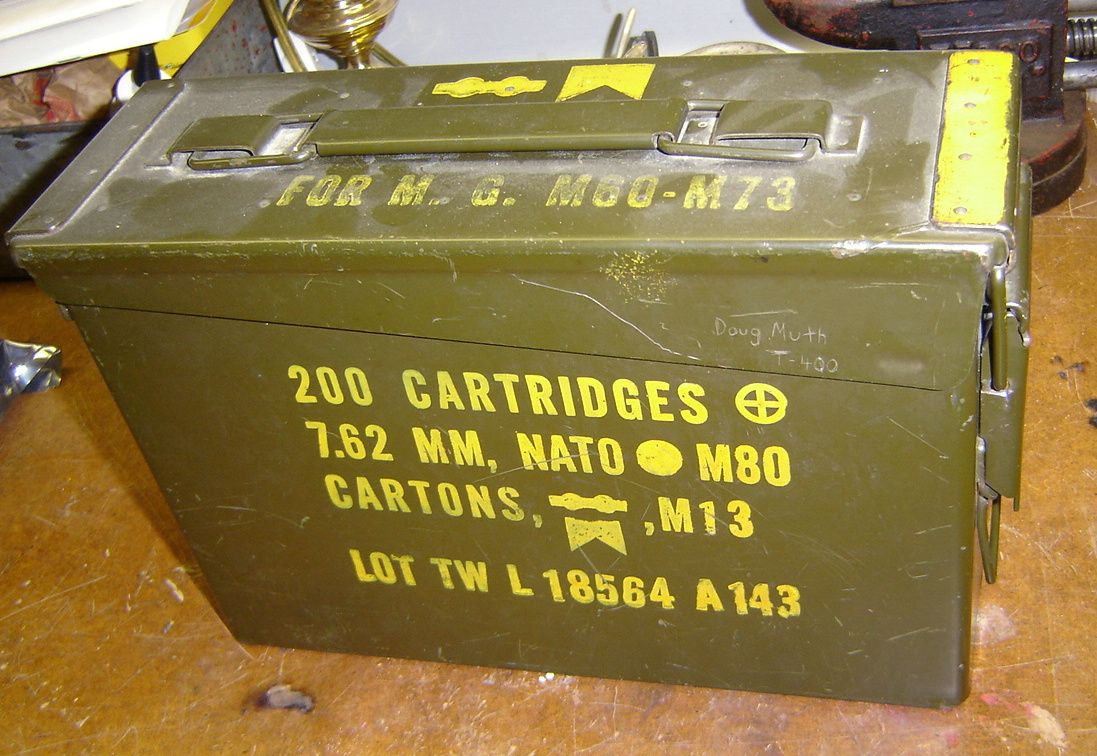
US-Munitionskiste M19A1 für 200 Patronen im Kaliber 7.62 × 51mm NATO M80

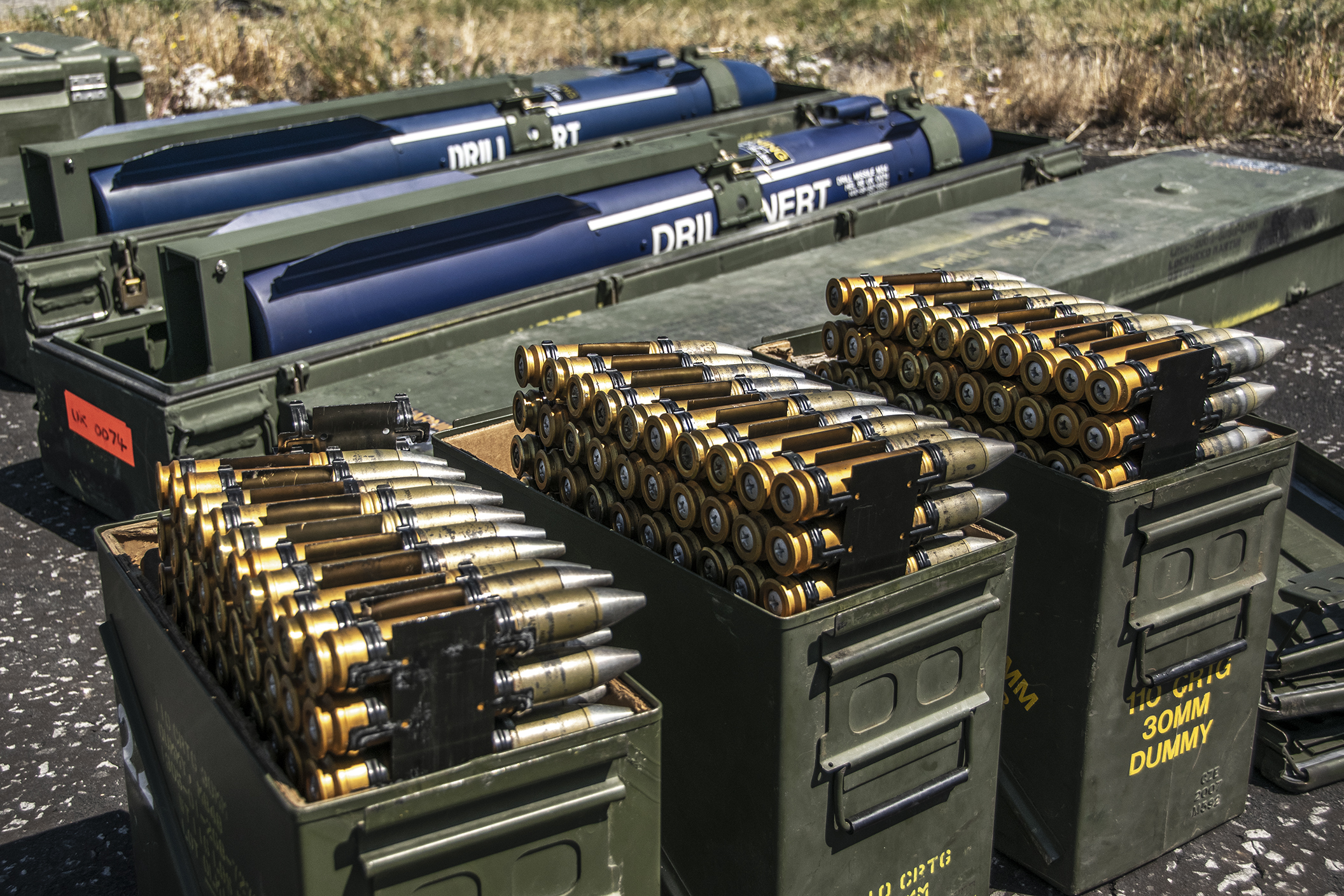
Munition in Kisten

Ein Munitionsbehälter, oder auch eine Munitionskiste (englisch ammunition box), ist ein Behälter aus Metall oder Kunststoff (früher Holz), der zum sicheren Transport und Lagerung von Munition dient.

## Beschaffenheit
Beispielsweise werden in den amerikanischen Streitkräften Munitionsbehälter in NATO-Olivgrün lackiert und mit Beschriftungen über Inhalt (Kaliber, Geschossart, Anzahl) versehen. Hierbei werden auch Symbole für die verschiedenen Waffen oder Anwendungsbereiche verwendet, die dem Soldaten eine schnellere Einordnung ermöglichen. Sie sind zumeist stapelbar, staub- und wasserdicht, haben im Regelfall Tragegriffe und werden in mehreren Größen ausgeliefert.

## Weitere Verwendung
Im zivilen Bereich werden gebrauchte Munitionsbehälter aufgrund ihrer Stabilität und der Tatsache, dass sie wasserdicht sind, auch als Geocache verwendet.